# نیکی، هوکایدو
نیکی، هوکایدو (به لاتین: Niki, Hokkaido) یک منطقهٔ مسکونی در ژاپن است که در Yoichi District واقع شده‌است. نیکی ۱۶۷٫۹۳ کیلومترمربع مساحت و ۳٬۸۷۴ نفر جمعیت دارد.